# Mummucia coaraciandu
Espèce
Mummucia coaraciandu est une espèce de solifuges de la famille des Mummuciidae.

## Distribution
Cette espèce est endémique de l'État de São Paulo au Brésil,. Elle se rencontre vers Itirapina.

## Description
Le mâle holotype mesure 8,9 mm et la femelle paratype 10,9 mm, les mâles mesurent de 7,1 à 8,9 mm et les femelles de 9,1 à 10,9 mm.

## Publication originale
- Martins, Bonato, Machado, Pinto-Da-Rocha & Rocha, 2004 : Description and ecology of a new species of sun spider (Arachnida: Solifugae) from the Brazilian Cerrado. Journal of Natural History, vol. 38, no 18, p. 2361-2375.